# رانچو مسا ورد (آریزونا)
رانچو مسا ورد (به انگلیسی: Rancho Mesa Verde) یک منطقهٔ مسکونی در ایالات متحده آمریکا است که در آریزونا واقع شده‌است. رانچو مسا ورد ۰٫۲۹ کیلومتر مربع مساحت و ۲۶٬۳۶۱ نفر جمعیت دارد و ۵۷٫۰ متر بالاتر از سطح دریا واقع شده‌است.